# Latiblattella angustifrons
Latiblattella angustifrons är en kackerlacksart som beskrevs av Morgan Hebard 1920. Latiblattella angustifrons ingår i släktet Latiblattella och familjen småkackerlackor. Inga underarter finns listade i Catalogue of Life.